# Дзеркала для князів
«Дзеркала для князів» (лат. principum specula) — це особливий жанр політичного письма у Ранньому середньовіччі, Середньовіччі та Відродженні. Вони найкраще відомі у формі манускриптів чи книг, які прямо інструктують королів або володарів нижчого титулу щодо певних аспектів володарювання чи поведінки, але в ширшому сенсі термін також використовується для історичних оповідей чи літературних творів, направлених на створення образу правителя, який слід наслідувати чи уникати. Вони часто створювались, коли новий чи недосвідчений правитель мав прийняти владу. 
Ймовірно найкраще відомим прикладом європейського «дзеркала» є «Державець» (бл. 1513), написаний Нікколо Макіавеллі, хоча це і не типовий приклад. Деякі інші приклади перелічені нижче.

## Класичні тексти

### Античні грецькі та римські тексти
- Ксенофонт «Кіропедія»
- Ісократ промови «Нікоклю» та «Евагорас»[1]
- Філодем «Добрий правитель за Гомером»
- Сенека «Про милосердя» (лат. De Clementia)

Панегірик Євсевія Кесарійського «Життя Костянтина» може бути «дзеркалом», але його точний жанр, аудиторія та цілі є предметом дискусії науковців. 

### Індійські
- Вішнушарман «Панчатантра»
- Чанак'я «Артхашастра»

### Китайські
- «Дао де цзін» (який інтерпретується і як містичний текст, і як філософський твір, і як політичний трактат про володарювання)

## Західноєвропейські тексти

### Раннє Середньовіччя
- «Історія франків» Григорія Турського попереджає про внутрішній розбрат.
- «Про дванадцять зловживань світу» (лат. De duodecim abusivis saeculi, 7-ме ст.), гіберно-ірландський трактат невідомого автора, якого деколи називають Псевдокіпріотом. Ця праця не є «дзеркалом» як таким (в ній іде діалог між легендарними постатями, які питають та отримують поради), але мала великий вплив на розвиток жанру на європейському континенті.
- Беда Преподобний у «Церковній історії народу англів» прямо зазначає, що метою дослідження історії є надати приклади для наслідування або уникання.

Каролінзькі тексти. Відомі приклади каролінзьких текстів для королів, графів та інших правителів включають:
- Смарагд з Сен-Мішелю «Via regia» (813), ймовірно перше класичне європейське «дзеркало», адресоване Людовику I Благочестивому, коли він був королем Аквітанії.
- «Vita Karoli» Ейнгарда ідеалізує правління Карла I Великого як приклад для наслідування іншими правителями.
- Іона Орлеанський «De Institutione Regia» (бл. 831), написаний для Піпіна I, ймовірно на основі ради в Орлеані.[2] та «De Institutione Laicali» (818—828), (початково) написана для графа Матфріда Орлеанського.
- листи Агобарда Ліонського.
- Sedulius Scottus De rectoribus christianis 'On Christian rulers' (c. 855-9), addressed to King Lothar II of Lotharingia.
- Гінкмар «Про персону короля» (лат. De regis persona), а також «Про управління палацом» (лат. De Ordine Palatii, 882), в якій викладаються моральні обов'язки короля та розповідь про організацію палацу.
- Паулінус Аквілейський «Liber exhortationis» (795), для графа Гейріка Фріульського.
- Алкуїн «De virtutibus et vitiis» (бл. 799—800), написане для графа Відо Бретанського.
- Дуода, дружина Бернара І Септиманського, «Liber manualis», написане для її сина Вільяма.

Ірландські тексти
- «Audacht Morainn» («Заповіт Моранда»), написаний бл. 700 року давньоірландський текст, який вважається попередником європейських «дзеркал».[3] Вважається, що легендарний мудрий суддя Моранд надіслав цей документ-пораду Ферадаху Фіндфехтнаху, коли останнього мали коронувати королем Тари.[4]
- «Tecosca Cormaic» («Інструкції Кормака»), в якій промовець Кормак мак Арт дає інструкції своєму сину Кайрбре Ліфехайру на різні теми.
- «Bríatharthecosc Con Culainn» («Припис-інструкція Кухуліна» (включено до «Serglige Con Culainn»), адресовано Лугайду Ріаб н-Дергу.
- «Tecosc Cuscraid» («Інструкція Кускрайда»)
- «Senbríathra Fithail» («Старовинні приписи Фіталя»)
- «Briathra Flainn Fína» («Промови Альдфріта»)'[5]

### Високе та Пізнє Середньовіччя
- Стефан I Святий Admonitions (1010-ті), написані для сина та наступника Святого Емеріха.
- Іоанн Солсберійський «Policraticus» («Книга державця», 1159).
- Готфрід з Вітербо «Speculum regum» (бл. 1183), присвячено його імператорським патронам Гогенштауфенам — батьку Фредеріку II та сину Генрі (VII).
- Гіральд Камбрійський «Liber de Principis instructione» (бл. 1193) та «De instructione principis».
- «Konungs skuggsjá» або «Speculum regale», норвезький трактат ХІІІ ст., початково написаний для короля Магнуса VI.
- Вінсент із Бове «De Eruditione Filiorum Nobilium» («Освіта шляхетних дітей», бл. 1250)
- Гвіберт з Турне «De Modo Addiscendi» («Метод навчання», бл. 1260)
- Тома Аквінський «De Regno» (бл. 1260), нерідко об'єднуються з «De Regimine Principum» Птолемея з Лукки
- Жильом Перо «De Eruditione Principum» («Про навчання князів», бл. 1265), раніше приписувалось Томі Аквінському.
- Брунетто Латіні «Li Livres dou Tresor» (1266), написане для Карла I Анжуйського.
- Егідій Римський «De Regimine Principum» («Про правління князів», 1277—1279), написане для короля Франції Філіпа IV.
- Вільям Поуль «Speculum regis» (бл. 1331), написане для короля Англії Едуарда III
- Дон Хуан Мануель «Оповіді графа Луканора» (1335)
- Альваро Пелайо «Speculum regum» (1340s), written for Alfonso XI of Castile.[6]
- The III Consideracions Right Necesserye to the Good Governaunce of a Prince (бл. 1350), переклад французького трактату 1347 року, призначено для короля Іоанна II Доброго.[7]
- Христина Пізанська «Послання Божеству Розсудливості від Гектора» (бл. 1400), «Livre du corps de policie» (1407), «Книга Миру» (1412—1414).
- Томас Окклев «De Regimine Principum» (початок 1410-х) написана для короля Англії Генріха V.
- Джон Ірланд «The Meroure of Wysedome» (1490), написана для короля Шотландії Яківа IV.

### Відродження
- Бальдассаре Кастільйоне «Книга придворного».
- Нікколо Макіавеллі «Il Principe» (бл. 1513, надрукована 1532).
- Еразм Ротердамський «Institutio principis Christiani» («Освіта християнського принца», 1516), написана як порада королю Карлу Іспанському (пізніше -Карл V Габсбург).
- Джон Скелтон, «Speculum principis», втрачена праця написана для тоді ще майбутнього короля Англії Генріха VIII. Копія трактату, яка може не повністю відповідати оригіналу Генріха, зберігається у Британському музеї.[8]
- Йоганн Дамгаард «Alithia» (1597), написано для молодого короля Кристіана IV Данського.[9]
- Джордж Б'юкенен «De iure regni apud Scotos» (1579), праця у формі сократового діалогу про ідеальне правління короля, присвячена молодому королю Шотландії Якову VI (він же — король Англії Яків І)
- Хуан де Маріана «De rege et regis institutione» («Король та освіта короля», Толедо, 1598).
- король Англії Яків I написав «Basilikon Doron» у подарунок старшому сину.

## Візантійські та слов'янські тексти
- Сінесій звернення «Про цареву владу» (лат. De regno) до імператора Аркадія.
- диякон Агапіт «Настанови» («Ектезис») (дав.-гр. Έκθεσις κεφαλαίων παραινετικῶν) — промова до імператора Юстиніана I.
- патріарх Фотій І лист до Бориса I Михайла.
- Василій I Македонянин настановні глави I та II до його сина імператора Лева VI Мудрого
- Костянтин VII Багрянородний «Про управління імперією», інструкція про внутрішню та зовнішню політику для його сина та наступника імператора Романа II Молодшого.
- Кевкамен «Strategikon» (1075/1078), особливо дві останні глави.
- архієпископ Феофілакт Охридський, «Paideia Basilike» (лат. Institutio Regia, бл. 1088), адресована його учню Костянтину Дукасу, сину імператора Михайла VII.
- поема ХІІ ст. «Spaneas» або «Didaskalia Parainetike», змодельована по образу «Ad Demonicum» Ісократа
- Нікефорос Блеммідес «Andrias Basilikos» («Статуя короля»), написана для Феодора II Ласкаріса, майбутнього Нікейського імператора
- Тома Магістр «La regalita».
- Мануїл II Палеолог «Paideia Regia».
- патріарх Антоній IV лист до Василя I Дмитровича (1393).
- Повчання Володимира Мономаха дітям (1120-ті).
- Нягоє Басараб (1512—1521) «Повчання Нягоє Басараба його сину Феодосію», один з найранніших літературних творів Волощини

## Ісламські тексти
- Абд аль Хамід аль Катіб лист до Абдаллаха ібн Мухаммеда, сина омейядського калифа Марвана II (бл. 750)
- Ібн аль-Мукаффа «Каліла і Дімна» (переклад «Панчатантра» бл. 750 р.)
- Аль-Фарабі (c. 872—950) «Афоризми державця» (Fusul al-Madani)[10]
- «Кабус-наме» (бл.1082)
- Незам уль-Мульк «Сіясат-наме» («Трактат про управління державою», бл. 1090) (перською)
- Аль-Газалі (1058—1111) «Поради принцам» (Nasihat al-muluk) (перською)
- Юсуф Баласагуні «Кутаджу білік» («Благодатне знання», ХІ ст.)
- Сааді «Гулістан», перша глава якого «Манери правителів» (ХІІ ст., перською).

## Подальше читання
- Anton, H.H. Fürstenspiegel und Herrscherethos in der Karolingerzeit. Bonner Historische Forschungen 32. Bonn, 1968.
- Anton, H.H. «Fürstenspiegel (Königsspiegel) des frühen und hohen Mittelalters: Ein Editionsprojekt an der Universität Trier»
- Handy, Amber. «The Specula principum in northwestern Europe, A.D. 650—900 : the evolution of a new ethical rule». Thesis (Ph. D.)--University of Notre Dame, 2011. Notre Dame, Ind. : University of Notre Dame, 2011. Retrieved May 17, 2015. Univ. of Notre Dame Online theses & dissertations
- Konstantinos D.S. Paidas, He thematike ton byzantinon «katoptron hegemonos» tes proimes kai meses Byzantines periodoy(398—1085). Symbole sten politike theoria ton Byzantinon, Athens 2005.
- Konstantinos D.S. Paidas, Ta byzantina «katoptra hegemonos» tes ysteres periodoy (1254—1403). Ekfraseis toy byzantinoy basilikou ideodous, Athens 2006.
- Lambton, Ann K.S. «Islamic Mirrors for Princes.» In: eadem, Theory and Practice in Medieval Persian Government. London. 1980. VI: 419—442.
- Smith, Roland M. «The Speculum Principum in Early Irish Literature.» Speculum 2 (1927): 411–45.